# Mesdames et messieurs, bonsoir
Pour plus de détails, voir Fiche technique et Distribution.
Mesdames et messieurs bonsoir (Signore e signori, buonanotte) est un film italien réalisé par Leonardo Benvenuti, Luigi Comencini, Piero De Bernardi, Agenore Incrocci, Nanni Loy, Ruggero Maccari, Luigi Magni, Mario Monicelli, Ugo Pirro, Furio Scarpelli et Ettore Scola, sorti en 1976.

## Synopsis
Sur la chaîne de télévision TG3, le journaliste Paolo Fiume introduit les sujets suivants :
- l'enlèvement de Gianni Agnelli dont les ouvriers doivent payer une rançon de 25 milliards ;
- un ministre corrompu se défend en évoquant la loi du plus fort ;
- une classe d'anglais tenue par deux agents secrets américains ;
- la police ayant paniqué devant un réveil abandonné dans un commissariat, pour masquer sa méprise, met en scène une explosion ;
- le suicide d'un garçon napolitain, qui devait s'occuper de ses huit frères et sœurs, après que sa mère a été récompensée par un évêque du grand prix de la fertilité ;
- un sociologue allemand prétend résoudre la surpopulation en mangeant les enfants pauvres ;
- quatre politiciens napolitains, engraissés au détriment de leur ville, finissent par dévorer la maquette de leur cité ;
- un général se suicide après que ses médailles sont tombées dans les toilettes ;
- l'exploitation du travail des enfants ;
- un inspecteur de police, parti arrêter un « gros bonnet », devient son valet de chambre ;
- « Le personnage du jour » : un retraité pauvre, après avoir montré sa capacité à bien vivre avec 32 000 lires par mois, s'effondre à la mention d'un filet de bœuf ;
- un épisode du jeu le « Disgraciomètre » ;
- un drame, « Le Saint-Siège », sur la lutte pour la papauté au XVIe siècle ;
- la rentrée de la Cour d'Appel avec son président Leone et ses magistrats décrépis qui dansent la tarentelle.

Le présentateur conclut le journal télévisé par le traditionnel « Mesdames et messieurs bonsoir ».

## Fiche technique
- Titre original : Signore e signori, buonanotte
- Titre français : Mesdames et messieurs, bonsoir
- Réalisation : Leonardo Benvenuti, Luigi Comencini, Piero De Bernardi, Agenore Incrocci, Nanni Loy, Ruggero Maccari, Luigi Magni, Mario Monicelli, Ugo Pirro, Furio Scarpelli et Ettore Scola
- Scénario : Leonardo Benvenuti, Luigi Comencini, Piero De Bernardi, Agenore Incrocci, Nanni Loy, Ruggero Maccari, Luigi Magni, Mario Monicelli, Ugo Pirro, Furio Scarpelli et Ettore Scola
- Photographie : Claudio Ragona
- Musique : Lucio Dalla, Giuseppe Mazzuca, Nicola Samale et Antonello Venditti
- Production : Franco Committeri
- Pays de production :  Italie
- Genre : comédie
- Dates de sortie : 
  - Italie : 28 octobre 1976
  - France : 2 aout 1978

## Distribution
- Marcello Mastroianni : Paolo T. Fiume
- Felice Andreasi : le valet du Conclave
- Carlo Bagno : Macaluso
- Gianfranco Barra : Nocella
- Senta Berger : la femme de Palese
- Adolfo Celi : Vladimiro Palese
- Andréa Ferréol : Edvige
- Vittorio Gassman : l'agent de la CIA / Tuttumpezzo
- Monica Guerritore : l'assistante de Paolo T. Fiume
- Valentino Macchi : l'interviewer du Juge
- Nino Manfredi : le Cardinal Caprettari
- Ugo Tognazzi : le général
- Paolo Villaggio : leprofesseur Ludwig Joseph Smith
- Franco Angrisano : le brigadier (non crédité)
- Sergio Graziani